# جوائز سبايك لألعاب الفيديو
جوائز سبايك لألعاب الفيديو لألعاب العام (بالإنجليزية: Spike Video Game Awards)‏ باختصار (VGA) هو حفل جوائز سنوي يعرض على قناة سبايك يظهر أفضل ألعاب الفيديو في كل عام. تتميز الحفلات بموسيقي حية وعرض حصري للألعاب القادمة. عقد أول حفل في 4 ديسمبر، 2003

## جوائز 2012
| جائزة                                                      | الفائز                                                      | مرشحون |
| ---------------------------------------------------------- | ----------------------------------------------------------- | --- |
| لعبة العام                                                 | الموتى السائرون (لعبة فيديو)                                | - أساسنز كريد III - ديسونرد (لعبة فيديو) - جورناي (لعبة فيديو) - ماس إفكت 3                                                                                                   |
| أفضل استديو في السنة                                       | تلتيل جيمز, The Walking Dead: The Game                      | - 343 إندستريز, Halo 4 - أركين ستوديوز, Dishonored - جيربوكس سوفتوير, Borderlands 2                                                                                           |
| أفضل شخصية بالسنة                                          | Claptrap, Borderlands 2                                     | - قائمة شخصيات سلسلة أساسنز كريد, Assassin's Creed III - القائد شيبرد ‏, Mass Effect 3 - ماستر شيف (هيلو), Halo 4 - Raul Menendez, Call of Duty: Black Ops II                  |
| Entertainment Weekly and Spike VGA Best Game of the Decade | هاف-لايف 2                                                  | - باتمان: أركام سيتي - بايوشوك - ذا ليجند أوف زيلدا: ذا ويند وايكر - ماس إفكت 2 - بورتال (لعبة فيديو) - ريد ديد ريدمبشن - شادو أوف ذا كولوسس - وي سبورتز - وورلد أوف ووركرافت |
| أفضل لعبة اكس بوكس 360                                     | هيلو 4                                                      | - أساسنز كريد III - بوردرلاندز 2 - ديسونرد (لعبة فيديو) |
| أفضل لعبة بلاي ستيشن 3                                     | جورناي (لعبة فيديو)                                         | - أساسنز كريد III - بوردرلاندز 2 - ديسونرد (لعبة فيديو) |
| أفضل لعبة وي يو                                            | نيو سوبر ماريو بروس يو                                      | - The Last Story - زينوبليد كرونيلكيس - زومبي يو |
| أفضل لعبة كمبيوتر                                          | اكس كوم: العدو المجهول                                      | - ديابلو 3 - Guild Wars 2 - Torchlight II |
| أفضل لعبة شوتر                                             | بوردرلاندز 2                                                | - كول أوف ديوتي: بلاك أوبس II - هيلو 4 - ماكس باين 3 |
| أفضل لعبة مغامرة اكشن                                      | ديسونرد (لعبة فيديو)                                        | - أساسنز كريد III - داركسايدرز II - سلبينغ دوغز |
| أفضل لعبة ار بي جي                                         | ماس إفكت 3                                                  | - ديابلو 3 - Torchlight II - زينوبليد كرونيلكيس |
| أفضل لعبة ملتي بلير                                        | بوردرلاندز 2                                                | - كول أوف ديوتي: بلاك أوبس II - Guild Wars 2 - هيلو 4 |
| أفضل لعبة رياضية فردية                                     | SSX                                                         | - إيفيري باديز غولف 6 - Tiger Woods PGA Tour 13 - دبليو دبليو اي 13 (لعبة فيديو)                                                                                              |
| أفضل لعبة رياضات جماعية                                    | NBA 2K13                                                    | - فيفا 13 - Madden NFL 13 - NHL 13 |
| أفضل لعبة سباق                                             | نيد فور سبيد: موست ونتد (لعبة فيديو 2012)                   | - ديرت: شاوداون - إف 1 2012 - فورزا هوريزون |
| أفضل اغنية                                                 | "Cities" by بيك (كاتب), Sound Shapes                        | - "Castle of Glass" by لينكين بارك, Medal of Honor: Warfighter - "I Was Born for This" by أوستن وينتوري, Journey - "Tears" by Health, Max Payne 3                             |
| أفضل عرض                                                   | جورناي (لعبة فيديو)                                         | - كول أوف ديوتي: بلاك أوبس II - هيلو 4 - ماكس باين 3 |
| أفضل رسومات                                                | هيلو 4                                                      | - أساسنز كريد III - ديسونرد (لعبة فيديو) - جورناي (لعبة فيديو) |
| أفضل لعبة مستقلة                                           | جورناي (لعبة فيديو)                                         | - Dust: An Elysian Tail - Fez - Mark of the Ninja |
| أفضل لعبة القتال                                           | Persona 4 Arena                                             | - ديد أور ألايف 5 - ستريت فايتر X تيكن - تيكن تاغ تورنمنت 2 |
| أفضل لعبة جوال                                             | ساوند شيبس                                                  | - غرافيتي روش - LittleBigPlanet PS Vita - نيو سوبر ماريو برذرز 2 |
| Best Performance by a Human Female                         | Melissa Hutchison as Clementine, The Walking Dead: The Game | - إيما ستون as Amanda Cartwright, Sleeping Dogs - جين تايلور as كورتانا, Halo 4 - جينيفر هيل (ممثل) as القائد شيبرد ‏, Mass Effect 3                                           |
| Best Performance by a Human Male                           | Dameon Clarke as Handsome Jack, Borderlands 2               | - ديف فينوي as Lee Everret, The Walking Dead: The Game - James McCaffrey as Max Payne, Max Payne 3 - نولان نورث as Captain Martin Walker, Spec Ops: The Line                  |
| Best Adapted Video Game                                    | الموتى السائرون (لعبة فيديو)                                | - إيبك ميكي 2: ذا باور أوف تو - Lego Batman 2: DC Super Heroes - المحولات: سقوط سايبرترون                                                                                     |
| Best DLC                                                   | المخطوطات القديمة: سكايرم-دان قارد                          | - ماس إفكت 3 - بوردرلاندز 2 - بورتال 2 |
| Best Downloadable Game                                     | الموتى السائرون (لعبة فيديو)                                | - Fez - جورناي (لعبة فيديو) - ساوند شيبس |
| Best Social Game                                           | You Don't Know Jack ‏                                        | - Draw Something - Marvel: Avengers Alliance - سيم سيتي سوسيال |
| Most Anticipated Game                                      | غراند ثفت أوتو V                                            | - بايوشوك إنفنت - South Park: The Stick of Truth - ذا لاست أوف أص - تومب رايدر (لعبة فيديو 2013)                                                                              |

## 2011 جوائز
| جائزة                              | الفائز                                           | المرشحين |
| ---------------------------------- | ------------------------------------------------ | --- |
| لعبة العام                         | ذا إلدر سكرولز: سكايريم                          | - باتمان: أركام سيتي - ذا ليجند أوف زيلدا: سكايورد سورد - بورتال 2 - أنشارتد 3: خداع دريك |
| Studio of the Year                 | بيثيسدا غيم ستوديوز, The Elder Scrolls V: Skyrim | - نوتي دوغ, Uncharted 3: Drakes Deception - روك ستيدي ستوديوز, Batman: Arkham City - فالف, Portal 2 |
| Character of the Year              | الجوكر (شخصية مصورة), Batman: Arkham City        | - ناثان دريك, Uncharted 3: Drake's Deception - ماركوس فنيكس, Gears of War 3 - Wheatley, Portal 2 |
| Best Xbox 360 Game                 | باتمان: أركام سيتي                               | - فورزا موتورسبورت 4 - جيرز أوف وور 3 - بورتال 2 |
| Best PS3 Game                      | أنشارتد 3: دريكز ديسبشن                          | - إنفيموس 2 - كيل زون 3 - ليتل بغ بلانت 2 |
| Best Wii Game                      | ذا ليجند أوف زيلدا: سكايورد سورد                 | - إيبك ميكي - Kirby's Return to Dream Land - Lost in Shadow |
| Best PC Game                       | بورتال 2                                         | - باتلفيلد 3 - ماين كرافت - ذا ويتشر 2: أساسنز أوف كينغز |
| Best Handheld/Mobile Game          | سوبر ماريو 3دي لاند                              | - Ghost Trick: Phantom Detective - إنفنتي بليد - Jetpack Joyride |
| Best Shooter                       | كول أوف ديوتي: مودرن وورفير 3                    | - باتلفيلد 3 - جيرز أوف وور 3 - RAGE |
| Best Action Adventure Game         | باتمان: أركام سيتي                               | - أساسنز كريد: ريفليشنز - ذا ليجند أوف زيلدا: سكايورد سورد - أنشارتد 3: خداع دريك |
| Best RPG                           | ذا إلدر سكرولز: سكايريم                          | - دارك سولز - ديوس إكس: هيومن ريفوليوشن - عصر التنين |
| Best Multiplayer                   | بورتال 2                                         | - باتلفيلد 3 - كول أوف ديوتي: مودرن وورفير 3 - جيرز أوف وور 3 |
| Best Individual Sports Game        | Fight Night Champion                             | - Tiger Woods PGA Tour 12: The Masters - Top Spin 4 - Virtua Tennis 4 |
| Best Team Sports Game              | NBA 2K12                                         | - فيفا 12 - NHL 12 - MLB 11: The Show |
| Best Driving Game                  | ماريو كارت 7                                     | - ديرت 3 - درايفر: سان فرانسيسكو - فورزا موتورسبورت 4 |
| Best Fighting Game                 | مورتال كومبات (لعبة فيديو 2011)                  | - ذا كينغ أوف فايترز 13 - مارفل ضد كابكوم 3: مصير عالمين - WWE All Stars |
| Best Motion Game                   | ذا ليجند أوف زيلدا: سكايورد سورد                 | - Child of Eden - Dance Central 2 - The Gunstringer |
| Best Independent Game              | ماين كرافت                                       | - باستيون - Superbrothers: Sword & Sworcery EP - The Binding of Isaac ‏ |
| Best Adapted Video Game            | باتمان: أركام سيتي                               | - باك تو ذا فيوتشر: ذا جيم - كابتن أميركا : سوبر سولجر - LEGO Star Wars III: The Clone Wars |
| Best Song in a Game                | Exile Vilify" by The National ‏, Portal 2         | - ""Build That Wall (Zia's Theme)" by Darren Korb, باستيون - "I’m Not Calling You a Liar" by فلورنس اند ذا مشين, Dragon Age II - "Setting Sail, Coming Home (End Theme)" by Darren Korb, Bastion - "Want You Gone" by Jonathan Coulton, Portal 2 |
| Best Original Score                | بورتال 2                                         | - باتمان: أركام سيتي - ديوس إكس: هيومن ريفوليوشن - باستيون |
| Best Graphics                      | أنشارتد 3: دريكز ديسبشن                          | - إل أيه نوار - Rage - باتمان: أركام سيتي |
| Best Performance by a Human Male   | ستيفن ميرشانت as Wheatley, Portal 2              | - جي كي سيمونز as Cave Johnson, Portal 2 - مارك هاميل as الجوكر (شخصية مصورة), Batman: Arkham City - نولان نورث as ناثان دريك, Uncharted 3: Drake’s Deception |
| Best Performance by a Human Female | إلين مكلين as غلادوس, Portal 2                   | - كلوديا بلاك as كلو فريزر, Uncharted 3: Drake's Deception - إميلي روز as إيلينا فيشر, Uncharted 3: Drake's Deception - تارا سترونج as هارلي كوين (شخصية مصورة), Batman: Arkham City |
| Best Downloadable Game             | باستيون                                          | - Insanely Twisted Shadow Planet - Stacking - Iron Brigade ‏ |
| Best DLC                           | Portal 2 Peer Review                             | - Fallout: New Vegas - Old World Blues - Mass Effect 2 - Arrival ‏ - مورتال كومبات (لعبة فيديو 2011) - فريدي كروغر |
| Most Anticipated Game              | ماس إفكت 3                                       | - بايوشوك إنفنت - ديابلو 3 - هيلو 4 - آخر الحماة |
| جيم تريلرز Trailer of the Year     | أساسنز كريد: ريفليشنز, E3 2011 Trailer           | - باتمان: أركام سيتي. Hugo Strange Reveal Trailer - دارك سولز, Ignite 11 Debut Trailer - ديد آيلاند, مؤتمر مطوري الألعاب Cinematic Trailer - ديوس إكس: هيومن ريفوليوشن, Purity First Infomercial - ذا إلدر سكرولز: سكايريم, In-Game Debut Trailer - هيتمان: أبسولوشن, E3 2011 Trailer - Prey 2, E3 2011 Trailer - تومب رايدر, E3 2011 Trailer - أنشارتد 3: خداع دريك, E3 2011 Trailer |
| NFL Blitz Cover Athlete            | راي رايس                                         | - رودي وايت ‏ - باتريك ويليس |

## Multiple Nominations and Awards
| The following fourteen games received multiple nominations. - Twelve: بورتال 2 - Ten: باتمان: أركام سيتي - Nine: أنشارتد 3: دريكز ديسبشن - Five: زاوية محصنة - Four: ذا ليجند أوف زيلدا: سكايورد سورد, ذا إلدر سكرولز: سكايريم & جيرز أوف وور 3 - Three: باتلفيلد 3 & ديوس إكس: هيومن ريفوليوشن - Two: أساسنز كريد: ريفليشنز, كول أوف ديوتي: مودرن وورفير 3, ماين كرافت, RAGE & دارك سولز | The following six games won multiple awards. - Five: بورتال 2 - Four: باتمان: أركام سيتي - Three: ذا ليجند أوف زيلدا: سكايورد سورد, ذا إلدر سكرولز: سكايريم & زاوية محصنة - Two: أنشارتد 3: دريكز ديسبشن |

## Previous winners

### 2010 جوائز
| جائزة                              | الفائز | المرشحين |
| ---------------------------------- | --- | --- |
| Game of the Year                   | ريد ديد ريدمبشن | - إله الحرب 3 - ماس إفكت 2 - هيلو: ريتش - كول أوف ديوتي: بلاك أوبس |
| Studio of the Year                 | بايوير, Mass Effect 2 | - بليزارد إنترتينمنت, StarCraft II: Wings of Liberty - بنجي, Halo: Reach - روكستار سان دييغو, Red Dead Redemption |
| Character of the Year              | Sgt. Frank Woods, Call of Duty: Black Ops                                                                                        | - Kratos, God of War III - جون مارستون, Red Dead Redemption - إيزيو أوديتوري, Assassin's Creed: Brotherhood |
| Best Xbox 360 Game                 | ماس إفكت 2 | - آلن ويك - Fable III - هيلو: ريتش |
| Best PS3 Game                      | إله الحرب 3 | - هيفي رين - مودنيشن ريسر - ريد ديد ريدمبشن |
| Best Wii Game                      | سوبر ماريو جلاكسي 2 | - عودة دونكي كونج كانتري - Kirby's Epic Yarn - مترويد: أثر إيم |
| Best PC Game                       | ستار كرافت 2 | - فول أوت: فيغاس الجديدة - ماس إفكت 2 - سيفيليزيشن 5 |
| Best Handheld Game                 | إله الحرب: شبح إسبرطة | - ميتال غير سوليد: بيس والكر - Professor Layton and the Unwound Future - Super Scribblenauts |
| Best Shooter                       | كول أوف ديوتي: بلاك أوبس | - باتلفيلد: باد كامباني 2 - بايوشوك 2 - هيلو: ريتش |
| Best Action Adventure Game         | أساسنز كريد: برذرهود | - إله الحرب 3 - ريد ديد ريدمبشن - سوبر ماريو جلاكسي 2 |
| Best RPG                           | ماس إفكت 2 | - Fable III - فول أوت: فيغاس الجديدة - فاينل فانتازي XIII |
| Best Multiplayer                   | هيلو: ريتش | - باتلفيلد: باد كامباني 2 - كول أوف ديوتي: بلاك أوبس - ستار كرافت 2 |
| Best Individual Sports Game        | Tiger Woods PGA Tour 11 | - EA Sports MMA - Shaun White Skateboarding - UFC Undisputed 2010 |
| Best Team Sports Game              | NBA 2K11 | - فيفا 11 - Madden NFL 11 - MLB 10: The Show |
| Best Driving Game                  | نيد فور سبيد: هوت برسوت | - Blur - مودنيشن ريسر - Split/Second |
| Best Music Game                    | Rock Band 3 | - Dance Central - DJ Hero 2 - Def Jam Rapstar |
| Best Soundtrack                    | Dj Hero 2 | - Guitar Hero 5 - Guitar Hero: Warriors of Rock - Rock Band 3 |
| Best Song in a Game                | "Far Away" by José González, Red Dead Redemption                                                                                 | - "Basket Case ‏" by غرين دي, Green Day: Rock Band - "Black Rain ‏" by ساوندغاردن, Guitar Hero: Warriors of Rock - "GoldenEye" by نيكول شيرزينغر, GoldenEye 007 (2010) - "Won't Back Down" by إمينيم, Call of Duty: Black Ops - "Replay/Rude Boy ‏ Mashup" by إياز/ريانا, DJ Hero 2 |
| Best Original Score                | ريد ديد ريدمبشن | - إله الحرب 3 - هيلو: ريتش - ماس إفكت 2 |
| Best Graphics                      | إله الحرب 3 | - هيفي رين - ريد ديد ريدمبشن - Kirby's Epic Yarn |
| Best Adapted Video Game            | Scott Pilgrim vs. the World: The Game                                                                                            | - Lego Harry Potter: Years 1-4 - الرجل-العنكبوت: الأبعاد المحطمة - Star Wars: The Force Unleashed II - المتحولون: حرب من أجل سايبرترون |
| Best Performance by a Human Male   | نيل باتريك هاريس as Peter Parker/Amazing Spider-Man, Spider-Man: Shattered Dimensions - Harris' acceptance speech was rehearsed. | - دانيال كريغ as جيمس بوند, Goldeneye 007 (2010 video game) - غاري أولدمان as Sergeant Reznov, Call of Duty: Black Ops - جون كليز as Jasper, Fable III - مارتن شين as The Illusive Man ‏, Mass Effect 2 - ناثان فيليون as Sergeant Edward Buck, Halo: Reach - Rob Wiethoff as John Marston, Red Dead Redemption - سام ورذينجتن as كول أوف ديوتي: بلاك أوبس, Call of Duty: Black Ops                                    |
| Best Performance by a Human Female | تريشيا هيلفر as ساره كيريغان, StarCraft II: Wings of Liberty                                                                     | - جودي دينش as M, James Bond 007: Blood Stone - دانيكا باتريك as Herself, Blur - إيمانويل الشريكي as The Numbers Lady, Call of Duty: Black Ops - فيليشيا داي as Veronica Santangelo, Fallout: New Vegas - جينيفر هيل (ممثل) as Commander Shepard (female version) ‏, Mass Effect 2 - كريستين بيل as قائمة شخصيات سلسلة أساسنز كريد, Assassin's Creed: Brotherhood - إيفون ستراهوفسكي as Miranda Lawson ‏, Mass Effect 2 |
| Best Downloadable Game             | Costume Quest | - Lara Croft and the Guardian of Light - Monday Night Combat - Scott Pilgrim vs. the World: The Game |
| Best DLC                           | ريد ديد ريدمبشن: أنديد نايتمار                                                                                                   | - بايوشوك 2 - بوردرلاندز - Mass Effect 2: Lair of the Shadow Broker ‏ |
| Best Independent Game              | ليمبو | - Joe Danger - سوبر ميت بوي - مغامرات وينتربوتوم |
| Most Anticipated Game              | بورتال 2 | - باتمان: أركام سيتي - بايوشوك إنفنت - جيرز أوف وور 3 |
| Strongest Heroes of All Time       | - كريتوس, God of War series - ماستر شيف (هيلو), Halo series - ماركوس فنيكس, Gears of War series                                  | - ماريو, Super Mario series - ساموس أران, Metroid series - سوليد سنيك, Metal Gear Solid series |
| Best Original Game                 | ريد ديد ريدمبشن | N/A |
| Best Zombie Game                   | ريد ديد ريدمبشن: أنديد نايتمار                                                                                                   | N/A |
| Best Dressed Assassin              | إيزيو أوديتوري, Assassin's Creed: Brotherhood                                                                                    | N/A |
| Biggest Badass                     | كريتوس, إله الحرب 3 | N/A |

### 2009 جوائز
| جائزة                               | الفائز                                                            | المرشحين | |
| ----------------------------------- | ----------------------------------------------------------------- | --- | --- |
| Game of the Year                    | أنشارتد 2: أمونغ ثيفز                                             | - أساسنز كريد II - باتمان: أركام أسايلم - كول أوف ديوتي: مودرن وورفير 2 - لفت 4 ديد 2 | |
| Studio of the Year                  | روك ستيدي ستوديوز, Batman: Arkham Asylum                          | | |
| Character of the Year               | Captain price, Call of Duty: modern warfare 2                     | | - إنفنتي وورد, Call of Duty: Modern Warfare 2 - نوتي دوغ, Uncharted 2: Among Thieves - فالف, Left 4 Dead 2 |
| Best Independent Game Fueled by Dew | فولوير                                                            | - Osmos - Splosion Man - Trials HD | |
| Best Xbox 360 Game                  | لفت 4 ديد 2                                                       | - باتمان: أركام أسايلم - فورزا موتورسبورت 3 - هيلو 3: أو دي إس تي | |
| Best PS3 Game                       | أنشارتد 2: أمونغ ثيفز                                             | - إنفيموس (سلسلة) - كيل زون 2 - راتشت أند كلانك فيوتشر: كراك ان تايم | |
| Best Wii Game                       | نيو سوبر ماريو برذرز وي                                           | - MadWorld - Punch-Out!! - وي سبورتز ريزورت | |
| Best PC Game                        | لفت 4 ديد 2                                                       | - دراغون أيج : اوريغون - بلانتس فيرسيز زومبيز - ذي سيمز 3 | |
| Best Handheld Game                  | جي تي أي: تشايناتاون وورز                                         | - ماريو أند لويجي: باوسرز إنسايد ستوري - Professor Layton and the Diabolical Box - Scribblenauts | |
| Best Shooter                        | كول أوف ديوتي: مودرن وورفير 2                                     | - هيلو 3: أو دي إس تي - كيل زون 2 - لفت 4 ديد 2 | |
| Best Action Adventure Game          | أساسنز كريد 2                                                     | - أساسنز كريد II - أسطورة وحشية - أنشارتد 2: أمونغ ثيفز | |
| Best RPG                            | دراغون أيج : اوريغون                                              | - بوردرلاندز - ديمونز سولز - ماريو أند لويجي: باوسرز إنسايد ستوري | |
| Best Multiplayer Game               | لفت 4 ديد 2                                                       | - بوردرلاندز - هيلو 3: أو دي إس تي - كول أوف ديوتي: مودرن وورفير 2 | |
| Best Fighting Game                  | ستريت فايتر IV                                                    | - BlazBlue: Calamity Trigger - سول كاليبر: بروكن ديستيني - تيكن 6 | |
| Best Individual Sports Game         | UFC 2009 Undisputed                                               | - Fight Night Round 4 - Tiger Woods PGA Tour 10 - وي سبورتز ريزورت | |
| Best Team Sports Game               | NHL 10                                                            | - Madden NFL 10 - NBA 2K10 - فيفا 10 | |
| Best Driving Game                   | فورزا موتورسبورت 3                                                | - كولن ماكري: ديرت 2 - غران تورزمو (بلاي ستيشن بورتبل) - نيد فور سبيد: شيفت | |
| Best Music Game                     | The Beatles: Rock Band                                            | - DJ Hero - Guitar Hero 5 - LEGO Rock Band | |
| Best Soundtrack                     | DJ Hero                                                           | - أسطورة وحشية - Guitar Hero 5 - The Beatles: Rock Band | |
| Best Original Score                 | هيلو 3: أو دي إس تي                                               | - أساسنز كريد II - كول أوف ديوتي: مودرن وورفير 2 - أنشارتد 2: أمونغ ثيفز | |
| Best Graphics                       | أنشارتد 2: أمونغ ثيفز                                             | - باتمان: أركام أسايلم - كول أوف ديوتي: مودرن وورفير 2 - كيل زون 2 | |
| Best Game Based On A Movie/TV Show  | South Park Let's Go Tower Defense Play!                           | - غوستباسترز: ذا فيديو جيم - The Chronicles of Riddick: Assault on Dark Athena - X-Men Origins: Wolverine Uncaged Edition ‏ | |
| Best Performance By A Human Female  | ميغان فوكس as ميكايلا بانيس ‏, Transformers: Revenge of the Fallen | - إليزا دوشكو as Rubi Malone, WET - كريستين بيل as قائمة شخصيات سلسلة أساسنز كريد, Assassin's Creed II - تريشيا هيلفر as Dare, Halo 3: ODST | |
| Best Performance By A Human Male    | هيو جاكمان as Wolverine, X-Men Origins: Wolverine                 | - بيل موري as Dr. Peter Venkman, Ghostbusters: The Video Game - صامويل جاكسون as Afro Samurai / Ninja Ninja, Afro Samurai - شيا لابوف as سام ويتويكي ‏, Transformers: Revenge of the Fallen - فين ديزل as ريديك, The Chronicles of Riddick: Assault on Dark Athena | |
| Best Cast                           | X-Men Origins: Wolverine                                          | - أسطورة وحشية - Eat Lead: The Return of Matt Hazard - غوستباسترز: ذا فيديو جيم - South Park Let's Go Tower Defense Play! | |
| Best Voice                          | جاك بلاك for the voice of Eddie Riggs, Brütal Legend              | - أرلين سوركين as هارلي كوين (شخصية مصورة), Batman: Arkham Asylum - كلوديا بلاك as كلو فريزر, Uncharted 2: Among Thieves - مارك هاميل as الجوكر, Batman: Arkham Asylum - نولان نورث as ناثان دريك, Uncharted 2: Among Thieves                                     | |
| Best Downloadable Game              | Shadow Complex                                                    | - باتلفليد 1943 - فات برينسيس - بلانتس فيرسيز زومبيز | |
| Best DLC                            | جراند ثفت أوتو: ذا بالد أوف غاي توني                              | - Fallout 3: Broken Steel - Fallout 3: Point Lookout - جراند ثفت أوتو: ذا لوست أند دامد | |
| Most Anticipated Game of 2010       | إله الحرب 3                                                       | - بايوشوك 2 - ماس إفكت 2 - ستار كرافت 2 | |
| Best Comedy Game                    | Eat Lead: The Return of Matt Hazard                               | N/A | |

### 2008 جوائز
| جائزة                                 | الفائز                                                                      | المرشحين |
| ------------------------------------- | --------------------------------------------------------------------------- | --- |
| Game of the Year                      | جي تي أي 4                                                                  | - ليتل بيغ بلانت - فول أوت 3 - ميتال غير سوليد 4: غنز أوف ذا بتريوتس - جيرز أوف وور 2                                                                                        |
| Studio of the Year                    | ميديا موليكول, LittleBigPlanet                                              | - روكستار نورث, Grand Theft Auto IV - هارمونيكس ميوزيك سيستمز, Rock Band 2 - بيثيسدا غيم ستوديوز, Fallout 3                                                                  |
| Gamer God                             | ويل رايت, creator of ذا سيمز and سبور                                       | N/A |
| Best Shooter                          | جيرز أوف وور 2                                                              | - فار كراي 2 - المقاومة 2 - لفت 4 ديد |
| Best RPG                              | فول أوت 3                                                                   | - فابل II - Warhammer Online: Age of Reckoning - العالم ينتهي بك |
| Best Individual Sports Game           | Shaun White Snowboarding                                                    | - Tiger Woods PGA Tour 09 - وي فت - Skate It |
| Best Handheld Game                    | بروفيسور لايتون آند ذا كيريس فيلاج                                          | - إله الحرب: سلاسل الأولمب - باتابون - كاسلفينيا: أوردر أوف إكليجيا |
| Best Graphics                         | ميتال غير سوليد 4: غنز أوف ذا بتريوتس                                       | - جيرز أوف وور 2 - فول أوت 3 - ليتل بيغ بلانت |
| Best Game Based on a Movie or TV Show | Lego Indiana Jones: The Original Adventures                                 | - كم من العزاء - Star Wars: The Force Unleashed - ناروتو: ذا بروكن بوند |
| Best Music Game                       | Rock Band 2                                                                 | - Guitar Hero World Tour - وي ميوزيك - SingStar |
| Best Driving Game                     | برون أوت بارادايس                                                           | - Pure - سباق الليل المتصل:لوس أنجليس - ماريو كارت وي |
| Best Action Adventure Game            | جي تي أي 4                                                                  | - ديد سبيس - حافة المرآة - ميتال غير سوليد 4: غنز أوف ذا بتريوتس |
| Best Soundtrack                       | Rock Band 2                                                                 | - ليتل بيغ بلانت - جي تي أي 4 - Guitar Hero World Tour |
| Best Xbox 360 Game                    | جي تي أي 4                                                                  | - فابل II - جيرز أوف وور 2 - فول أوت 3 |
| Best Wii Game                         | بووم بلوكس                                                                  | - سوبر سماش برذرز براول - وي فت - لا مزيد من الأبطال |
| Best PS3 Game                         | ليتل بيغ بلانت                                                              | - ميتال غير سوليد 4: غنز أوف ذا بتريوتس - المقاومة 2 - جي تي أي 4 |
| Best PC Game                          | لفت 4 ديد                                                                   | - سبور - كرايسس وار هيد - Warhammer Online: Age of Reckoning |
| Best Original Score                   | ميتال غير سوليد 4: غنز أوف ذا بتريوتس                                       | - فول أوت 3 - سبور - ليتل بيغ بلانت |
| Best Multiplayer Game                 | لفت 4 ديد                                                                   | - جيرز أوف وور 2 - المقاومة 2 - كول أوف ديوتي: ورلد أت وور |
| Best Independent Game Fueld By Dew    | ورلد أوف جوو                                                                | - PixelJunk Eden - بريد (لعبة فيديو) - Audiosurf |
| Best Fighting Game                    | سول كاليبر 4                                                                | - مورتال كومبات: فيرسز دي سي يونيفرس - سوبر سماش برذرز براول - Dragon Ball Z: Burst Limit                                                                                    |
| Best Male Voice                       | Michael Hollick as نيكو بيليك, Grand Theft Auto IV                          | - ديفيد هايتر as سوليد سنيك, Metal Gear Solid 4: Guns of the Patriots - ستيفن فراي as The Narrator, LittleBigPlanet - Jason Zumwalt as جراند ثفت أوتو 4, Grand Theft Auto IV |
| Best Female Voice                     | Debi Mae West as ميريل سيلفيربورغ, Metal Gear Solid 4: Guns of the Patriots | - ناتالي كوكس as Juno Eclipse, Star Wars: The Force Unleashed - Paula Tiso as نو مور هيروز, No More Heroes - كيلي هاويس as لارا كروفت, Tomb Raider: Underworld               |
| Big Name in the Game Male             | كيفر سثرلاند as Sgt. Roebuck, Call of Duty: World at War                    | N/A |
| Big Name in the Game Female           | جيني مكارثي as Special Agent Tanya Adams, Command & Conquer: Red Alert 3    | N/A |
| Best Team Sports Game                 | NHL 09                                                                      | - Madden NFL 09 - NBA 2K9 - فيفا 09 |

### 2007 Awards
The 2007 VGAs aired December 9, 2007. Hosted by صامويل جاكسون, the winners were announced ahead of the event which was held at the ميشيلوب ألترا أرينا in Las Vegas. The show featured performances by فو فايترز، كيد روك, and exclusive world videogame premieres of بوردرلاندز, غران تورزمو 5 برولوغ, توم كلانسيز رينبو سكس: فيغاس 2 and TNA iMPACT! ‏
| Award                                 | Winner                             | Nominees |
| ------------------------------------- | ---------------------------------- | --- |
| Game of the Year                      | بايوشوك                            | - هيلو 3 - ماس إفكت - ذا أورنج بوكس                                                                           |
| Studio of the Year                    | فالف, The Orange Box               | - بنجي, Halo 3 - 2K Boston/2K Australia, BioShock - هارمونيكس ميوزيك سيستمز, Rock Band                        |
| Best Shooter                          | كول أوف ديوتي 4: مودرن وورفير      | - بايوشوك - هيلو 3 - ذا أورنج بوكس                                                                            |
| Best RPG                              | ماس إفكت                           | - إترنال سوناتا - Final Fantasy Tactics: The War of the Lions - برسونا 3                                      |
| Best Military Game                    | كول أوف ديوتي 4: مودرن وورفير      | - Ghost Recon Advanced Warfighter 2 - توم كلانسيز رينبو سكس: فيغاس - وورلد إن كونفليكت                        |
| Best Individual Sports Game           | Skate                              | - Tiger Woods PGA Tour 08 - Tony Hawk's Proving Ground - Virtua Tennis 3                                      |
| Best Handheld Game                    | ذا ليجند أوف زيلدا: فانتوم آورجلاس | - Final Fantasy Tactics: The War of the Lions - سيفون فلتر:ظل لوغان - Puzzle Quest: Challenge of the Warlords |
| Best Graphics                         | بايوشوك                            | - كرايسس - كول أوف ديوتي 4: مودرن وورفير - ماس إفكت                                                           |
| Best Game Based on a Movie or TV Show | The Simpsons Game                  | - The Lord of the Rings Online: Shadows of Angmar - ناروتو: ريس أوف أنينجا - Stranglehold                     |
| Best Rhythm Game                      | Rock Band                          | - Guitar Hero Encore: Rocks the 80s - غيتار هيرو 3: اساطير الروك - Jam Sessions                               |
| Best Driving Game                     | كولن ماكراي: ديرت                  | - فورزا موتورسبورت 2 - نيد فور سبيد: برو ستريت - Project Gotham Racing 4                                      |
| Best Action Game                      | أساسنز كريد                        | - سوبر ماريو جلاكسي - إله الحرب 2 - راتشت أند كلانك: تولز أوف ديستركشن                                        |
| Best Team Sports Game                 | Madden NFL 08                      | - NBA 2K8 - NHL 08 - برو إيفوليوشن سوكر 6                                                                     |
| Best Soundtrack                       | بايوشوك                            | - Rock Band - غيتار هيرو 3: اساطير الروك - Tony Hawk's Proving Ground                                         |
| Breakthrough Technology               | ذا أورنج بوكس/بورتال (لعبة فيديو)  | - كرايسس - هيلو 3 - Saved Films / Theatre Mode - Rock Band                                                    |
| Best Xbox 360 Game                    | بايوشوك                            | - هيلو 3 - ماس إفكت - ذا أورنج بوكس                                                                           |
| Best Wii Game                         | سوبر ماريو جلاكسي                  | - ذا ليجند أوف زيلدا: توايلايت برينسس - مترويد برايم 3: كوربشن - سوبر بايبر ماريو                             |
| Best PS3 Game                         | راتشت أند كلانك: تولز أوف ديستركشن | - هيفنلي سورد - أنشارتد: دريك فورتشن - وارهاك (لعبة فيديو 2007)                                               |
| Best PC Game                          | ذا أورنج بوكس                      | - بايوشوك - كرايسس - وورلد إن كونفليكت                                                                        |
| Best Original Score                   | بايوشوك                            | - إله الحرب 2 - هيلو 3 - ماس إفكت                                                                             |
| Best Multiplayer Game                 | هيلو 3                             | - كول أوف ديوتي 4: مودرن وورفير - Rock Band - ذا أورنج بوكس                                                   |
| Most Addictive Video Game             | هيلو 3                             | - غيتار هيرو 3: اساطير الروك - تيم فورتريس 2 - وي سبورتس                                                      |

### 2006 جوائز
| جائزة                                                             | الفائز                                                                                | المرشحين |
| ----------------------------------------------------------------- | ------------------------------------------------------------------------------------- | --- |
| Game of the Year                                                  | ذا إيلدر سكرولز 4: النسيان                                                            | - أوكامي - جيرز أوف وور - Guitar Hero 2 |
| Studio of the Year                                                | إيبك غيمز, Gears of War                                                               | - كلوفر ستوديو, Okami - ريليك إنترتينمنت, Company of Heroes - بيثيسدا غيم ستوديوز, The Elder Scrolls IV: Oblivion - هارمونيكس ميوزيك سيستمز, Guitar Hero |
| Cyber Vixen of the Year                                           | أليكس فانس, Half-Life 2: Episode One                                                  | - لارا كروفت, Tomb Raider: Legend - أميرة بيتش, Super Mario Bros. - Enrica, Tom Clancy's Splinter Cell Double Agent - Jen, Prey |
| Best Individual Sports Game                                       | Tony Hawk's Project 8                                                                 | - Rockstar Presents Table Tennis - Fight Night Round 3 - Tiger Woods PGA Tour 07 - Top Spin 2 |
| Best Team Sports Game                                             | NBA 2K7                                                                               | - Madden NFL 07 - NCAA Football 07 - فيفا 07 - NHL 07 |
| Best Game Based on a Movie or TV Show                             | Lego Star Wars II: The Original Trilogy                                               | - العراب - سكار فيس: ذا ورلد إز يورز - The Sopranos: Road to Respect - Family Guy Video Game! |
| Best Performance by a Human Male                                  | باتريك ستيوارت as Emperor Uriel Septim VII, The Elder Scrolls IV: Oblivion            | - سيث ماكفارلن as بيتر غريفين (شخصية خيالية)، ستوي غريفين, and برايان غريفين, Family Guy Video Game! - Gerry Rosenthal as Jimmy Hopkins, Bully - جوني ديب as جاك سبارو, Pirates of the Caribbean: The Legend of Jack Sparrow - كيفر سثرلاند as جاك باور, 24: The Game  |
| Best Supporting Male Performance                                  | جيمس غاندولفيني as توني سوبرانو, The Sopranos: Road to Respect                        | - سيث غرين as كريس غريفين (شخصية خيالية), Family Guy Video Game! - جيمس وودز as George Sheffield, Scarface: The World is Yours - James Cann as سوني كورليوني, The Godfather: The Game - Philip Micahel Thomas as Lance Vance, Grand Theft Auto: Vice City Stories      |
| Best Performance by a Human Female                                | فيدا غويرا as Femme Fatale, Scarface: The World Is Yours                              | - تيا كاريري as Lin, Saints Row - إيمانويلي فوجير as Nikki, Need For Speed: Carbon - كيلي هاويس as لارا كروفت, Tomb Raider: Legend - روزاريو دوسن as Tina, Marc Ecko's Getting Up Contents Under Pressure                                                              |
| Best Supporting Female Performance                                | راشيل لي كوك as Tifa, Kingdom Hearts II                                               | - إليشا كثبيرت as Kim Bauer, 24: The Game - بريتاني ميرفي as Karen Light, Marc Ecko's Getting Up Contents Under Pressure - ميلا كونيس as ميغ غريفين (شخصية خيالية), Family Guy Video Game! - ليندا كارتر as Female Nords / Female Orcs, The Elder Scrolls IV: Oblivion |
| Best Cast                                                         | Family Guy Video Game!                                                                | - العراب - سكار فيس: ذا ورلد إز يورز - Saints Row - ذا إيلدر سكرولز 4: النسيان |
| Best Song                                                         | "Lights and Sounds" by Yellowcard, Burnout Revenge                                    | - "Loco Roco No Uta", Loco Roco - "Heavenly Star", Lumines 2 - "Helicopter" by Bloc Party, Mark Ecko's Getting Up Contents Under Pressure and Burnout Revenge - "Summer Shudder" by AFI, Maddden NFL 07                                                                |
| Best Soundtrack                                                   | Guitar Hero II                                                                        | - Madden NFL 07 - سكار فيس: ذا ورلد إز يورز - جي تي أي: فايس سيتي ستوريز |
| Best Original Score                                               | ذا إيلدر سكرولز 4: النسيان                                                            | - بولي (لعبة فيديو) - إلكتروبلانكتون - أوكامي |
| Best Driving Game Award                                           | Burnout Revenge                                                                       | - نيد فور سبيد: كاربون - TOCA Race Driver 3 - GTR 2 – FIA GT Racing Game |
| Most Addictive Game                                               | ذا إيلدر سكرولز 4: النسيان                                                            | - Brain Age: Train Your Brain in Minutes a Day - جيرز أوف وور - Guitar Hero II - كتيبة الأبطال |
| Best Fighting Game                                                | مورتال كومبات: أرماجيدون                                                              | - تيكن 5: دارك ريزوركشن - ديد أور ألايف 4 - Street Fighter Alpha Anthology - جود هاند |
| Best Action Game                                                  | ديد ريسنج                                                                             | - نيو سوبر ماريو برذرز - أوكامي - Saints Row - بولي (لعبة فيديو) |
| Best Shooter                                                      | جيرز أوف وور                                                                          | - أسود - Prey - هاف-لايف 2: أيبيسود ون - كول أوف ديوتي 3 |
| Best Military Game                                                | كتيبة الأبطال                                                                         | - Tom Clancy's Ghost Recon Advanced Warfighter - كول أوف ديوتي 3 - The Outfit ‏ - باتلفيلد 2142 |
| Best Graphics                                                     | جيرز أوف وور                                                                          | - أوكامي - Tom Clancy's Ghost Recon Advanced Warfighter - ذا إيلدر سكرولز 4: النسيان - كتيبة الأبطال |
| Best Handheld Game                                                | نيو سوبر ماريو برذرز                                                                  | - Brain Age: Train Your Brain in Minutes a Day - جي تي أي: فايس سيتي ستوريز - Tetris DS - لوكو روكو |
| Best Multiplayer Game                                             | جيرز أوف وور                                                                          | - كتيبة الأبطال - ميتال غير سوليد 3: سنيك إيتر - Tom Clancy's Ghost Recon Advanced Warfighter - توم كلانسي الخلية المنشقة: عميل مزدوج |
| Breakthrough Technology                                           | وي                                                                                    | - بلاي ستيشن 3 - نينتندو دي أس لايت - إلكتروبلانكتون |
| Best RPG                                                          | ذا إيلدر سكرولز 4: النسيان                                                            | - فاينل فانتازي XII - كينغدوم هارتس II - Valkyrie Profile 2: Silmeria |
| Best PC Game                                                      | كتيبة الأبطال                                                                         | - هاف-لايف 2: أيبيسود ون - باتلفيلد 2142 - Star Wars: Empire at War - ذا إيلدر سكرولز 4: النسيان |
| Best Wireless Game                                                | SWAT Force                                                                            | - دينر داش - Tower Bloxx - Super KO Boxing! |
| Critic's Choice (released after 11/15/2006 and before 12/31/2006) | ذا ليجند أوف زيلدا: توايلايت برينسس                                                   | - ريزستنس: فول أوف مان - القرون الوسطى II: الحرب الشاملة - توم كلانسيز رينبو سكس: فيغاس - وي سبورتس |
| Gamer's Choice-Breakthrough Performance                           | روزاريو دوسن as Tina, Marc Eckō's Getting Up: Contents Under Pressure                 | N/A |
| Gamer's Choice-Character of the Year                              | جاك سبارو portrayed by جوني ديب, Pirates of the Caribbean: The Legend of Jack Sparrow | N/A |

### 2005 Awards
| جائزة                                             | الفائز                                                                             | المرشحين |
| ------------------------------------------------- | ---------------------------------------------------------------------------------- | --- |
| Game of the Year                                  | ريزدنت إيفل 4                                                                      | - إله الحرب - كول أوف ديوتي 2 - وورلد أوف ووركرافت - فير |
| Action Game of the Year                           | إله الحرب                                                                          | - ريزدنت إيفل 4 - بيتر جاكسون كينغ كونغ - ذا واريورز (لعبة فيديو) - 50 Cent: Bulletproof |
| Best Individual Sports Game                       | Tony Hawk's American Wasteland                                                     | - Tiger Woods PGA Tour 06 - SSX On Tour - Top Spin ‏ - Fight Night Round 2 |
| Best Team Sports Game                             | Madden NFL 06                                                                      | - Blitz: The League - NBA 2K6 - برو إيفوليوشن سوكر 4' - NBA Street V3 |
| Cyber Vixen of the Year                           | ماريا مينونوس as Eva, James Bond 007: From Russia with Love                        | - تشارليز ثيرون as Æon Flux, Æon Flux - جيسيكا ألبا as المرأة الخفية, Fantastic 4 - تريسي لوردز as Cassandra Hartz, True Crime: New York City - جوانا الظلام, Perfect Dark Zero                                                                                                |
| Best Game Based on a Movie                        | بيتر جاكسون كينغ كونغ                                                              | - Star Wars Battlefront II - ذا واريورز (لعبة فيديو) - من روسيا مع الحب (لعبة فيديو) - The Matrix: Path of Neo |
| Best Performance by a Human Male                  | جاك بلاك as Carl Denham, Peter Jackson's King Kong: The Official game of the Movie | - 50 سنت as himself, 50 Cent: Bulletproof - مايكل تشيكلس as بن غريم, Fantastic 4 - شون كونري as جيمس بوند, James Bond 007: From Russia With Love - تيرينس ك. كارسون as كريتوس, God of War                                                                                      |
| Best Supporting Male Performance                  | كريستوفر واكن as Gabriel Whitting, True Crime: New York City                       | - إمينيم as himself, 50 Cent: Bulletproof - دكتور دري as himself, 50 Cent: Bulletproof - مايكل كلارك دانكن as Blackmore, The Suffering: Ties That Bind - شون كومز as Dip, Marc Ecko's Getting Up: Contents Under Pressure                                                      |
| Best Performance by a Human Female                | تشارليز ثيرون as Æon Flux, Æon Flux                                                | - نعومي واتس as Ann Darrow, Peter Jackson's King Kong: The Official Game of the Movie - جوزي ماران as Mia Townsend, Need for Speed: Most Wanted - جيسيكا ألبا as المرأة الخفية, Fantastic 4 - Cornelia Hayes O’Herlihy as هانتينغ غرواند, Haunting Ground                      |
| Best Supporting Female Performance                | تريسي لوردز as Cassandra Hartz, True Crime: New York City                          | - ماريا مينونوس as Eva, James Bond 007: From Russia With Love - روزاريو دوسن as Tina, Marc Ecko's Getting Up: Contents Under Pressure - ناتاشا بدنجفيلد as Elizabeth Stark, James Bond 007: From Russia With Love - ماريسكا هارغيتاي as Deena Dixon, True Crime: New York City |
| Best Original Song                                | "Maybe We Crazy ‏" by 50 سنت, 50 Cent: Bulletproof                                  | - "Lights and Sounds" by Yellowcard, Burnout Revenge - "When I Get Angry" by Spider Loc, Madden NFL 06 - "Getting Up Anthem: Part I" by Talib Kweli and Rakim, Mark Ecko's Getting Up: Contents Under Pressure - "Error Operator" by Taking Back Sunday, Fantastic 4           |
| Best Soundtrack                                   | غيتار هيرو (لعبة فيديو)                                                            | - جي تي أي: ليبرتي سيتي ستوريز - 50 Cent: Bulletproof - Tony Hawk's American Wasteland - SSX On Tour |
| Best Original Score                               | We Love Katamari                                                                   | - كول أوف ديوتي 2 - إله الحرب - فهرنهايت (لعبة فيديو 2005) - الظلام الكامل صفر |
| Designer of the Year                              | ديفيد جاف, God of War                                                              | - روب باردو, World of Warcraft - ميشيل أنسيل, Peter Jackson's King Kong: The Official Game of the Movie - شيغيرو مياموتو, Nintendogs - Craig Hubbard, F.E.A.R. |
| Pontiac Best Driving Game Award (Viewer's Choice) | Burnout Revenge                                                                    | - غران تورزمو 4 - ذات مرة في البندقية (فيلم) - فورزا موتورسبورت - نادي منتصف الليل 3 |
| Most Addictive Game Fueled by Mountain Dew        | وورلد أوف ووركرافت                                                                 | - We Love Katamari - Lumines - نينتندوغز - Meteos |
| Best Fighting Game                                | Fight Night Round 2                                                                | - سول كاليبر 3 - تيكن 5 - Darkstalkers Chronicle: The Chaos Tower - مورتال كومبات شاولين مونكز |
| Best First-Person Action                          | فير                                                                                | - كول أوف ديوتي 2 - فار كراي:الغرائز - باتلفيلد 2 - الظلام الكامل صفر |
| Best Military Game                                | كول أوف ديوتي 2                                                                    | - Brothers in Arms: Earned in Blood - باتلفيلد 2 - توم كلانسي سبلينتر سيل: نظرية الفوضى - SOCOM 3: U.S. Navy SEALs |
| Best Graphics                                     | ريزدنت إيفل 4                                                                      | - بيتر جاكسون كينغ كونغ - كول أوف ديوتي 2 - فير - PGR 3 |
| Best Handheld Game                                | Lumines                                                                            | - جي تي أي: ليبرتي سيتي ستوريز - نينتندوغز - Meteos - Burnout Legends |
| Best Multiplayer Game                             | غلد وورس                                                                           | - SOCOM 3: U.S. Navy SEALs - باتلفيلد 2 - City of Villains - وورلد أوف ووركرافت |
| Best Breakthrough Technology                      | إكس بوكس 360                                                                       | - بلاي ستيشن بورتبل - نينتندوغز Voice Recognition - أنريل إنجن - Facial Mo-cap NBA Live 06 |
| Best RPG                                          | وورلد أوف ووركرافت                                                                 | - إمبراطورية جيد - اسطورة الرجال اكس الثانية: صعود نهاية العالم - Dungeon Siege II - Star Wars Knights of the Old Republic II: The Sith Lords |
| Best PC Game                                      | باتلفيلد 2                                                                         | - كول أوف ديوتي 2 - فير - سيفليزيشن 4 - وورلد أوف ووركرافت |
| Best Wireless Game                                | Marc Eckō's Getting Up: Contents Under Pressure                                    | - نيد فور سبيد: أندرجراوند 2 - Massive Snowboarding - The Incredibles - توم كلانسي سبلينتر سيل: نظرية الفوضى |

### 2004 جوائز
| جائزة                                  | الفائز                                                                                   | المرشحين |
| -------------------------------------- | ---------------------------------------------------------------------------------------- | --- |
| Game of the Year                       | جي تي أي: سان أندرياس                                                                    | - برن آوت 3 - هاف-لايف 2 - هيلو 2 - ميتال غير سوليد 3: سنيك إيتر |
| Best Game Based on a Movie             | ذا كرونيكلز أوف ريديك: إسكيب فروم بوتشر باي                                              | - GoldenEye: Rogue Agent - Spider-Man 2 - Star Wars: Battlefront |
| Best Performance by a Human Female     | بروك بورك as Rachel Teller, Need for Speed: Underground 2                                | - جودي دينش as M, Goldeneye: Rogue Agent - كارمن إلكترا as herself, Def Jam: Fight For NY - جينيفر غارنر as Sydney Bristow, Alias - هايدي كلوم as Katya Nadanova, James Bond 007: Everything or Nothing                                  |
| Best Performance by a Human Male       | صامويل جاكسون as قائمة شخصيات جراند ثفت أوتو: سان أندرياس, Grand Theft Auto: San Andreas | - فين ديزل as Richard B. Riddick, The Chronicles of Riddick: Escape from Butcher Bay - هيو جاكمان as فان هيلسنج, Van Helsing - كرستوفر لي as Francisco Scaramanga, GoldenEye: Rogue Agent - توبي ماغواير as الرجل العنكبوت, Spider-Man 2 |
| Cyber Vixen of the Year                | BloodRayne, BloodRayne 2                                                                 | - Tina Armstong, Dead or Alive Ultimate - كارمن إلكترا, Def Jam: Fight For NY - Luba Licious, Leisure Suit Larry: Magda Cum Laude - Rachel Teller (played by بروك بورك), Need for Speed: Underground 2                                   |
| Best Driving Game                      | برن آوت 3                                                                                | - NASCAR 2005: Chase for the Cup - نيد فور سبيد: أندرجراوند 2 |
| Best Sports Game                       | Madden NFL 2005                                                                          | - ESPN NFL 2K5 - NBA Ballers - Tiger Woods PGA Tour 2005 - Tony Hawk's Underground 2 |
| Best Fighting Game                     | مورتال كومبات: خداع                                                                      | - Def Jam: Fight For NY - Dead or Alive Ultimate - Fight Night 2004 - دبليو دبليو إي سماكداون ضد رو |
| Best Action Game                       | جي تي أي: سان أندرياس                                                                    | - ميتال غير سوليد 3: سنيك إيتر - نينجا غايدن |
| Best First-Person Action               | هيلو 2                                                                                   | - دوم 3 - فار كراي - هاف-لايف 2 - Unreal Tournament 2004 |
| Best Song in a Video Game              | "American Idiot ‏" by غرين دي, Madden NFL 2005                                            | - "I Do" by شنجي, Need for Speed Underground 2 - "Pain" by جيمي إيت وورلد, Tony Hawk's Underground 2 - "Lean Back" by تيرور سكواد, Need for Speed Underground 2 - "Go" by ویل.آي.أم, NBA Live 2005                                       |
| Best Soundtrack                        | جي تي أي: سان أندرياس                                                                    | - GoldenEye: Rogue Agent - هيلو 2 - كاتاماري داماسي - Madden NFL 2005 |
| Designer of the Year                   | جايسون جونز (مهندس) and بنجي, Halo 2                                                     | - سام هاوسر and روكستار نورث, Grand Theft Auto: San Andreas - تومونوبو إيتاجاكي and تيم نينجا, Ninja Gaiden - هيديو كوجيما, Metal Gear Solid 3: Snake Eater - Alex Ward and كريتريون جيمز, Burnout 3: Takedown                           |
| Best Military Game                     | كول أوف ديوتي: فاينست أور                                                                | - Conflict: Vietnam - Full Spectrum Warrior - روما:الحرب الشاملة - Warhammer 40,000: Dawn of War |
| Best PC Game                           | هاف-لايف 2                                                                               | - دوم 3 - روما:الحرب الشاملة - السيمز 2 |
| Best Wireless Game                     | مايت آند ماجك                                                                            | - CBS Sportsline Baseball 2004 - Jamdat Sports NFL 2005 - كنز وطني[بحاجة لتوضيح] |
| Best Graphics                          | هاف-لايف 2                                                                               | - دوم 3 - هيلو 2 - نينجا غايدن |
| Best New Technology                    | نينتندو دي أس                                                                            | - هاف-لايف 2 engine - جيفورس 6800 - Spherex إكس بوكس 5.1 Surround Sound System |
| Best Handheld                          | مترويد: زيرو ميشن                                                                        | - Astro Boy: Omega Factor - ماريو غولف: تودستول تاور - بوكيمون ريد فاير وليف غرين |
| Best Massively Multiplayer Game        | City of Heroes                                                                           | - Everquest II - فاينل فانتازي XI |
| Best RPG                               | فيبل                                                                                     | - The Bard's Tale ‏ - Shin Megami Tensei: Nocturne - X-Men Legends |
| Most Addictive Game (viewer's choice)  | برن آوت 3                                                                                | - City of Heroes - دونكي كونغا - كاتاماري داماسي - السيمز 2 |
| Best Gaming Publication (fan favorite) | مجلة إكس بوكس الرسمية                                                                    | - إلكترونك جيمينغ مونثلي - مجلة بلاي ستيشن الرسمية - غيم إنفورمر - GMR |
| Best Gaming Web Site (fan favorite)    | غيم سبوت                                                                                 | - 1UP - غيم سباي - آي جي إن - شاك نيوز |

### 2003 جوائز
| جائزة                       | الفائز                                                 | المرشحين |
| --------------------------- | ------------------------------------------------------ | --- |
| لعبة العام                  | Madden NFL 2004                                        | - محاربو الحرية - جي تي أي: فايس سيتي - ذا ليجند أوف زيلدا: ذا ويند وايكر - SOCOM II: U.S. Navy Seals - إس إس إكس 3 - Star Wars Galaxies - توم كلانسي سبلينتر سيل - Tony Hawk's Underground |
| أفضل لعبة رياضية            | Madden NFL 2004                                        | - Dead or Alive: Extreme Beach Volleyball - ESPN NFL Football - NBA Live 2004 - NBA Street Vol. 2 - إس إس إكس 3 - Tiger Woods PGA Tour 2004 - Tony Hawk's Underground - World Series Baseball 2K3 - دبليو دبليو إي سماك داون! هير كامز ذا باين |
| Best Action Game            | الجريمة الحقيقية: شوارع لوس أنجلوس                     | - محاربو الحرية - هيتمان 2: سايلنت أساسين - ماكس باين 2: ذا فول أوف ماكس باين - Panzer Dragoon Orta - عودة إلى قلعة ولفينشتاين - SOCOM II: U.S. Navy Seals - Star Wars Rogue Squadron III: Rebel Strike |
| Best Animation              | Dead or Alive Xtreme Beach Volleyball                  | - جي تي أي: فايس سيتي - ذا غيت أواي - ريزدنت إيفل كود: فيرونكا - سيد الخواتم: عودة الملك - الجريمة الحقيقية: شوارع لوس أنجلوس - ووركرافت 3: ذا فروزن ثرون - زينوساغا إيبيسود 1 - XIII |
| Best Game Based on a Movie  | أدخل الماتريكس ‏                                        | - النمر الرابض والتنين الخفي - Harry Potter: Quidditch World Cup - هولك (لعبة فيديو) - Indiana Jones and the Emperor's Tomb - جيمس بوند 007: ليلة النار - سيد الخواتم: عودة الملك - Star Wars Rogue Squadron III: Rebel Strike - حرب النجوم: فرسان الجمهورية القديمة - Tron 2.0 |
| Pontiac/GTO Driving Award   | NASCAR Thunder 2004                                    | - Auto Modellista - Colin McRae Rally 3 - F1 Career Challenge - أف-زيرو جي أكس - ذا غيت أواي - كلوب نايت II - MotoGP 2 - ذا سيمبسونز: الاصطدام والهروب |
| Best Music                  | Def Jam Vendetta                                       | - جي تي أي: فايس سيتي - Madden NFL 2004 - NBA Live 2004 - NBA Street Vol. 2 - إس إس إكس 3 - Tony Hawk's Underground - الجريمة الحقيقية: شوارع لوس أنجلوس - Wakeboarding Unleashed Featuring Shaun Murray |
| Best Performance by a Human | راي ليوتا as تومي فيرسيتي, Grand Theft Auto: Vice City | - كريستينا أغيليرا as herself, The Sims: Superstar - كريستوفر واكن as الجريمة الحقيقية: شوارع لوس أنجلوس, True Crime: Streets of LA - ديفيد دشوفني as XIII, XIII - DMX، ميثودمان, and more as themselves Def Jam Vendetta - Eve as إكس آي آي آي, XIII - جيوفاني ريبيسي as Pvt Elder, Call of Duty - جادا بينكيت سميث as Niobe, Enter the Matrix - جينا جيمسون as جي تي أي: فايس سيتي, Grand Theft Auto: Vice City - سنوب دوغ as himself, True Crime: Streets of LA |
| Most Anticipated            | هيلو 2                                                 | - ديد أور ألايف (سلسلة) - دوم 3 - درايفر 3 - فيبل - Full Spectrum Warrior - غران تورزمو 4 - هاف-لايف 2 - James Bond 007: Everything or Nothing - ميتال غير سوليد 3: سنيك إيتر - السيمز 2 - Starcraft: Ghost |
| Most Addictive              | سول كاليبر 2                                           | - Anarchy Online: Shadowlands ‏ - دونكي كونغ كانتري - ESPN NHL Hockey - Madden NFL 2004 - PlanetSide - ذا سيمز (لعبة فيديو) - Viewtiful Joe - Virtua Fighter 4: Evolution |
| Best PC Game                | هيلو: كومبات إفولفد                                    | - أيج أوف ميثولوجي: ذا تايتنز - Battlefield 1942: The Road to Rome - Command and Conquer: Generals Zero Hour - محاربو الحرية - Jedi Knight: Jedi Academy - ماكس باين 2: ذا فول أوف ماكس باين - ذا سيمز (لعبة فيديو) - ووركرافت 3: ذا فروزن ثرون |
| Best Online Game            | فاينل فانتازي XI                                       | - Anarchy Online: Shadowlands ‏ - Battlefield 1942: The Road to Rome - EverQuest Online Adventures - Neverwinter Nights: Shadows of Undrentide - PlanetSide - The Sims Online - Star Wars Galaxies |
| Best Handheld Game          | توم كلانسي سبلينتر سيل                                 | - أدفانس وير 2: بلاك هول ريزينغ - كاسلفينيا: آريا أوف سارو - Final Fantasy Tactics Advance - Iridion II - ميجا مان أند بايس - Ninja Five-O - Rayman 3 - سونيك أدفانس 2 |
| Best Fighting Game          | دبليو دبليو إي سماك داون! هير كامز ذا باين             | - Backyard Wrestling: Don't Try This at Home - Bloody Roar 4 - Capcom vs. SNK 2 EO - Def Jam Vendetta - بطولة برايد فايتنغ - سول كاليبر 2 - Virtua Fighter 4: Evolution - راسلمينيا 19 |
| Best First Person Action    | كول أوف ديوتي                                          | - Battlefield 1942: Secret Weapons of WWII - Chrome - هيلو: كومبات إفولفد - Planetside - توم كلانسيز رينبو ستة 3: ريفين شيلد - عودة إلى قلعة ولفينشتاين - Tom Clancy's Ghost Recon: Island Thunder - XIII |
| Best Fantasy Game           | حرب النجوم: فرسان الجمهورية القديمة                    | - Hack Part 1 Infection - دارك كرونوكل - EverQuest Online Adventures - فاينل فانتازي XI - Skies of Arcadia Legends - Star Wars Galaxies - ذا ليجند أوف زيلدا: ذا ويند وايكر - زينوساغا إيبيسود 1 |

## روابط خارجية
- جوائز سبايك لألعاب الفيديو على موقع IMDb (الإنجليزية)
- جوائز سبايك لألعاب الفيديو على موقع ميتاكريتيك (الإنجليزية)